# Stazione di Reggio Viale Piave
La stazione di Reggio Viale Piave era una fermata ferroviaria di Reggio Emilia, sita sulla linea per Ciano.
La fermata, individuata a volte con il nome di Reggio Emilia - Porta Santa Croce, era a servizio del polo scolastico superiore di Via Makallè, della zona interna ed esterna a Porta Santa Croce e del centro storico di Reggio.
La fermata è stata soppressa il 14 settembre 2015.